# Ibrahima Bakayoko
Ibrahima Bakayoko (Séguéla, 1976. december 31. –) elefántcsontparti labdarúgó, posztját tekintve csatár.

## Pályafutása
Bakayoko 1994-ben kezdte pályafutását a Stade d'Abidjan nevű klubnál. 2014-ben felhagyott a profi labdarúgással. Utolsó klubja a Stade Bordelai volt.

### Válogatottban
Bakayoko az elefántcsontparti válogatottban szerepelt. 1995-ben debütált a válogatottban, utolsó meccse 2002-ben volt.

## Sikerei, Díjai
Egyéni
- A Greek Football League Legjobb góllövője: 2010-11

## Fordítás
- Ez a szócikk részben vagy egészben  az   Ibrahima Bakayoko című angol Wikipédia-szócikk fordításán alapul.  Az eredeti cikk szerkesztőit annak laptörténete sorolja fel. Ez a jelzés csupán a megfogalmazás eredetét és a szerzői jogokat jelzi, nem szolgál a cikkben szereplő információk forrásmegjelöléseként.